# La Chapelle-des-Marais
La Chapelle-des-Marais is een plaats in Frankrijk in het departement Loire-Atlantique in de regio Pays de la Loire. De gemeente telde 4.424 inwoners op 1 januari 2022.

## Geografie
De oppervlakte van La Chapelle-des-Marais bedroeg op 1 januari 2022 18,05 vierkante kilometer; de bevolkingsdichtheid was toen 245,1 inwoners per km².

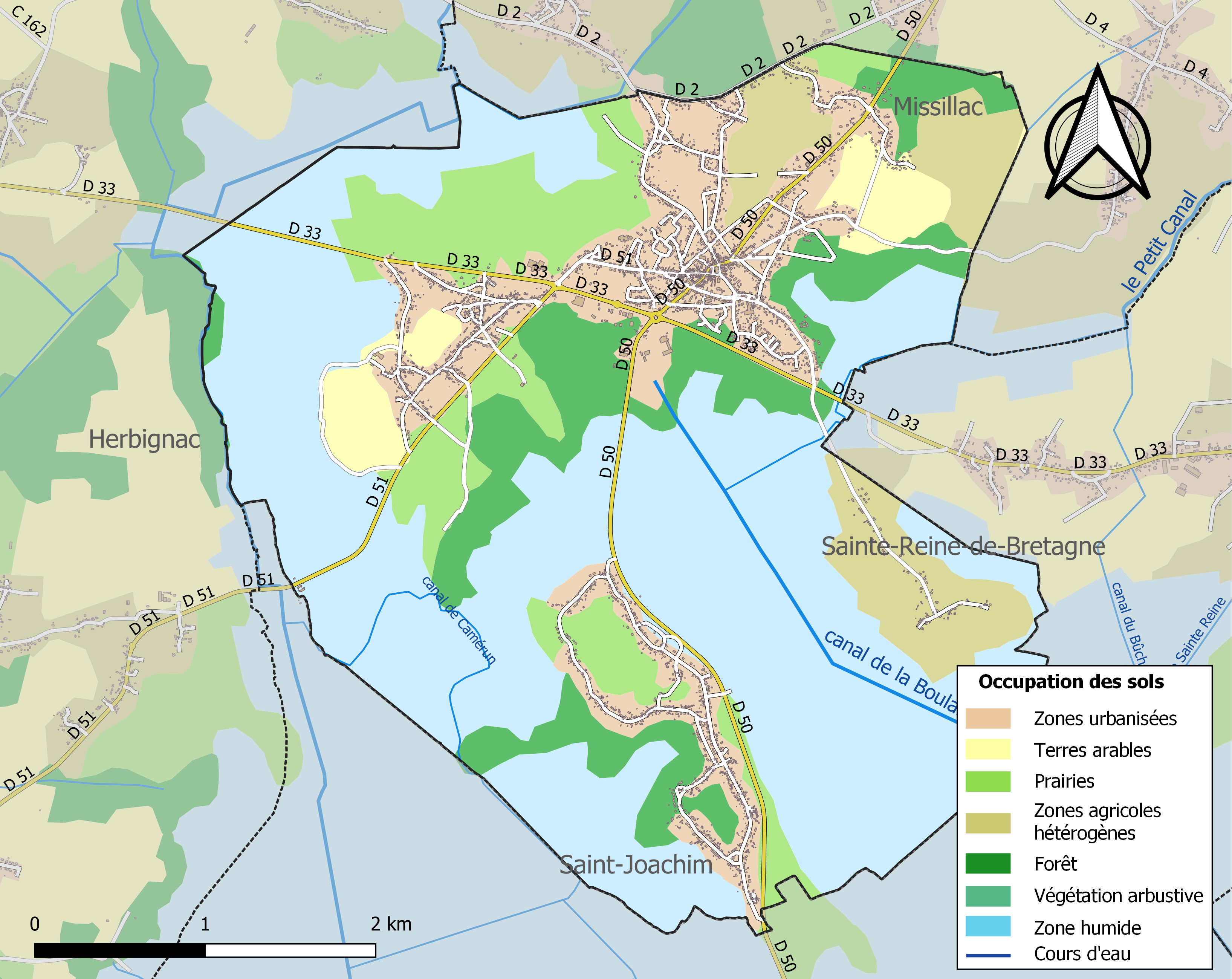
Kaart van de gemeente met de belangrijkste infrastructuur, bodemgebruik en omliggende gemeenten

## Demografie
Onderstaande figuur toont het verloop van het inwonertal (bron: INSEE-tellingen).